# Verbascum gintlii
Verbascum gintlii är en flenörtsväxtart som beskrevs av Johann Christoph Röhling. Verbascum gintlii ingår i släktet kungsljus, och familjen flenörtsväxter. Inga underarter finns listade i Catalogue of Life.